# Mark Takai
Pour les articles homonymes, voir Takai (homonymie).
Kyle Mark Takai, né le 1er juillet 1967 à Honolulu et mort le 20 juillet 2016 dans la même ville, est un homme politique américain, élu démocrate d'Hawaï à la Chambre des représentants des États-Unis de 2015 à sa mort.

## Biographie
Mark Takai est né et a grandi à Honolulu. Il étudie à l'université d'Hawaï à Mānoa, d'où il sort diplômé d'un master en santé publique en 1993. Il s'engage dans la garde nationale hawaïenne à partir de 1999, dont il devient lieutenant-colonel. Il sert notamment en Irak en 2009.
À partir de 1994, il est élu à la Chambre des représentants d'Hawaï. Il en est le vice-président de 2005 à 2006.
En 2014, il est candidat à la Chambre des représentants des États-Unis dans le 1er district d'Hawaï. Il entend succéder à Colleen Hanabusa, qui se présente au Sénat. Il remporte la primaire avec 42,6 % des suffrages devant six concurrents. Il se retrouve dans une élection serrée face à l'ancien représentant républicain Charles Djou. Il est élu avec 52 % des voix.
En octobre 2015, il annonce qu'il est atteint d'un cancer du pancréas mais qu'il sera candidat à sa réélection novembre 2016. Cependant la maladie s'étend et il renonce à se représenter en mai. Il décède le 20 juillet 2016,.

### Vie privée
Mark Takai est marié à Sami Kai. Ils ont ensemble deux enfants : Matthew et Kaila Takai.